# Friedrich Metzler
Pour les articles homonymes, voir Metzler.
Friedrich Metzler est un financier, mécène et homme politique, né à Bordeaux le 17 septembre 1749 et mort à Offenbach-sur-le-Main le 11 mars 1825.

## Biographie
D'une famille de banquiers de Francfort-sur-le-Main, Friedrich Metzler est le fils du négociant Wilhelm Peter Metzler, fondateur de la branche bordelaise, et de Pauline Boyer. Son frère, le négociant armateur Peter Heinrich Metzler, est le gendre de Johann Jakob Bethmann et le grand-père d'Alexandre de Bethmann.
Après la mort de sa mère en 1761 et de son père en 1762, sa tante Christina Barbara Metzler le prend en charge à Francfort-sur-le-Main. Elle est responsable de la maison de commerce et de banque Metzler (en) et lui permet de participer à autant de processus de travail que possible afin de le préparer à son rôle ultérieur dans l'entreprise familiale.
En 1769, il devient associé de la société familiale, en 1771 son directeur et entreprend de la transformer en une pure maison de banque, dont il devient le seul administrateur en 1792. Metzler se lance dans le secteur des obligations d'État. Elle débute en 1779 par un emprunt en faveur de l'électorat de Bavière. Il est suivi par l'Électorat de Bavière en tant qu'emprunteur, et en 1795 le royaume de Prusse avec un prêt d'un million de florins. Le duché de Saxe-Meiningen et les Nassau, ainsi que les Orange, sont également devenus clients de Metzler. Grâce à ses affaires avec la maison royale prussienne, il reçoit le titre de Königlich-preußischer geheimer Kommerzienrat.
En 1779, Metzler épouse Susanne Fingerlin, la fille d'une riche famille de tisserands. Cela se traduit par une augmentation substantielle du capital, ce qui permet à la banque de faire progresser le secteur des obligations d'État en croissance rapide. Il a avec elle trois enfants : Johann Friedrich (de) (1780-1864), citoyen, banquier et sénateur à Francfort-sur-le-Main ; Christian Benjamin (1781-1863), banquier à Francfort-sur-le-Main, et Marie Elisabeth, marié à Christian Friedrich Koch, négociant en vins et consul d'Angleterre. Il est l'ancêtre de Friedrich von Metzler.
Il fait sensation vers 1790 avec l'idée de faciliter les transactions monétaires en créant une Zettelbank (de), ancêtre des Privatnotenbank (de). À cette époque, son cousin Johann Wilhelm Metzler (de), en tant que conseiller de la ville de Francfort-sur-le-Main, présente le projet développé par Friedrich pour une banque centrale pour la ville impériale en association avec les banques les plus importantes de la ville, mais ne trouve aucune compréhension pour cela en raison de réserves sur le papier-monnaie. Il faut des décennies avant que le projet ne devienne enfin réalité.
De 1789 à 1791, il est sénateur (de) de Francfort-sur-le-Main.
Il cofonde le Musée Städel et le Senckenbergische Naturforschende Gesellschaft.